# Cerkev sv. Martina, Zgornja Draga
Cerkev sv. Martina v Zgornji Dragi je eden najpomembnejših spomenikov slovenske romanske arhitekture.

## Zgodovina
Skromna cerkvica sv. Martina v Zgornji Dragi pri Stični je med najbolj znanimi spomeniki naše romanske arhitekture. Današnja cerkvica obstoji iz pravokotne ladje in manjšega polkrožnega oltarnega prostora pa lope (lopa: na več strani odprt, sicer pa pokrit prostor, prislonjen k stavbi) in zvonika na zahodni strani. Oba ta dva sta kasnejša prizidka, ki so ju v baroku dodali srednjeveški stavbi zato, ker cerkev po takratnem pojmovanju ne bi bila cerkev, če ne bi imela zvonika. Njena zunanjščina je bila v začetku še bolj skromna, saj je bila bolj podobna hiši kakor cerkvi. Pozoren opazovalec pa bo opazil nekatere elemente in posebnosti, ki jih druge sočasne stavbe tega tipa ne premorejo. Zunaj ima apsida podzidek in pod napuščem zobčasti venec, v notranjosti pa nas preseneti to, da je obokana tudi v ladiji, ki ima v vseh podobnih tlorisnih zasnovah na Slovenskem sicer raven lesen strop. Od kod ta posebnost, s katero se cerkev razlikuje od vseh drugih njej podobnih? Odgovor na to vprašanje nam ponuja zgodovina in v zvezi z njo naslednje sklepanje: imenovana cerkvica ni daleč stran od znamenitega cistercijanskega samostana Stična, v katerem je kmalu po ustanovitvi leta 1136 gradnjo redovne cerkve, ki je bila 1156 posvečena, vodil francoski stavbenik Mihael, ki je s prvim opatom prišel iz Francije, matične dežele reda. O tem poroča neka listina s konca 12.stol., ki omenja tudi to, da je Mihael s svojim delom v stiškemu smostanu mnogo koristil, kar mu je samostan poplačal s tem, da mu je dal nekaj zemlje, na kateri je Mihael postavil dom. Ker ni bil menih, se je poročil z domačinko in se ni več vrnil v Francijo. Zanjo, ki je bila poprej podložnica višnjegorskega grofa in velikega dobrotnika Stične, je pridobil svobodo in grof je poskrbel tudi za prihodnost njunih otrok. Čeprav kraj, kjer si je francoski stavbenik ustvaril dom, v katerm je preživel zadnja leta, v listini ni označen, se sme domnevati, da je bilo to v bližini Stične in več razlogov govori v prid domnevi, da si je izbral v tisih časih povsem mirno dolinico v današnji Zgornji Dragi.

## Restavratorska dela
Pri zadnjih restavratorskih delih v 50. letih 20. stoletja, ki so želela pokazati predvsem njene prvenstvene spomeniške kvalitete, so prišli v notranjosti na dan bledi ostanki freske iz prve polovice 17. stoletja, na še romansko oltarno menzo (menza: oltarna miza, simbolična podoba mize pri Zadnji večerji) pa je bil takrat na mesto nepomembnega oltarnega nastavka iz 1867 postavljen restavrirani leseni kip sv. Martina iz 17. stoletja, ki pa so ga »ljubitelji starin« ukradli.
- pogled z jugozahoda
- pogled z vzhoda; apsida ima pod napuščem zobčasti venec
- vhodna lopa
- notranjost cerkve je obokana

## Sklep
Med najbolj prepričljivimi pa je za naše razmere izredna arhitektura cerkvice, ki si jo je Mihael  poleg doma postavil kot kapelo, v kateri je morda želel biti tudi pokopan in si je za njenega zavetnika izbral sv. Martina, škofa iz Toursa, svetnika francoskega rodu. S tako bogato izpričanim poreklom in razmeroma podrobno določenim časom nastanka okrog leta 1170 je cerkvica v Zgornji Dragi pomemben zgodovinski spomenik, s svojo arhitekturo, ki se bistveno razlikuke od domačih vrstnic, pa dober primer k nam uvožene romanske stavbe iz takrat umetnostno vodilne Zahodne Evrope. Kljub majhnosti je cerkvica pomemben in velik kulturni spomenik.